# Mariusz Rumak
Mariusz Rumak (ur. 3 czerwca 1977 w Drawsku Pomorskim) – polski piłkarz grający na pozycji pomocnika, trener, absolwent poznańskiego AWF. W sezonie 2023/2024 trener Lecha Poznań.

## Kariera piłkarska
Mariusz Rumak w latach 1994–2000 grał w Olimpie Złocieniec. W jednym z meczów w 2000 zerwał więzadła krzyżowe i w wieku 23 lat podjął decyzję o zakończeniu kariery piłkarskiej.

## Kariera trenerska
Rumak odbył staże w Werderze Brema, Hannoverze 96 oraz Ajaksie. Po ukończeniu studiów w 2001 podjął pracę z grupami młodzieżowymi Lecha Poznań. Zdobył z nimi mistrzostwo Polski U-17 (2009) oraz wicemistrzostwo Polski U-19 (2010).
9 czerwca 2010 został trenerem występującej w rozgrywkach Młodej Ekstraklasy Jagiellonii Białystok oraz był odpowiedzialny za prowadzenie akademii piłkarskiej tego klubu.
16 czerwca 2011 rozwiązał kontrakt z Jagiellonią z powodów rodzinnych, po czym podjął pracę w Lechu jako asystent José Mari Bakero. Od marca 2012 do sierpnia 2014 był pierwszym szkoleniowcem poznańskiej drużyny. W sezonie 2011/2012 Lech pod wodzą Rumaka zajął czwarte miejsce w lidze, dające występ w Lidze Europy. Na początku sezonu 2012/2013 podpisał trzyletni kontrakt. W sezonie 2012/2013 zdobył z Lechem wicemistrzostwo Polski, kwalifikując się do europejskich pucharów na pięć kolejek przed końcem rozgrywek. Dodatkowo zespół ustanowił nieoficjalny rekord wyjazdowy "Kolejorza" – 10 zwycięstw z rzędu i 12 wygranych w sezonie. W rozgrywkach Ligi Europy sezonu 2012/2013 wyeliminował Żetysu Tałdykorgan oraz Xəzər Lenkoran, a następnie odpadł w III rundzie eliminacji z AIK Fotboll, przegrywając dwumecz 1:3.
1 września 2014 został szkoleniowcem Zawiszy Bydgoszcz i w tym samym sezonie spadł z klubem z ekstraklasy. 8 września 2015 rozwiązał kontrakt z klubem za porozumieniem stron.
9 marca 2016 został szkoleniowcem Śląska Wrocław, jednak 19 grudnia 2016 został zwolniony za porozumieniem stron. Od 13 czerwca do 19 września 2017 był trenerem Bruk-Bet Termaliki Nieciecza. 14 maja 2018 został trenerem Odry Opole. Z powodu słabych wyników na początku sezonu 2019/2020 został zwolniony z tej funkcji.
17 grudnia 2023 Lech Poznań poinformował o rozstaniu z dotychczasowym trenerem, Johnem van den Bromem, i jednocześnie przekazał, że umowę do końca sezonu 2023/24 podpisał Mariusz Rumak. 10 maja 2024, na konferencji prasowej przed domowym meczem przeciwko Legii Warszawa potwierdził swoje odejście po sezonie. Po przegranym 1:2 meczu z klubem ze stolicy, w następnej kolejce (przedostatniej 19 maja) Lech zremisował 1:1 z Widzewem Łódź, przez co stracił szansę na awans do eliminacji Ligi Konferencji UEFA.

## Statystyki
| Drużyna            | Sezon              | Wyniki | Wyniki | Wyniki | Wyniki | Wyniki | Wyniki | Wyniki  | Wyniki w lidze | Wyniki w lidze | Wyniki w lidze | Wyniki w lidze | Wyniki w lidze | Wyniki w lidze | Wyniki w lidze | Wyniki w LE | Wyniki w LE | Wyniki w LE | Wyniki w LE | Wyniki w LE | Wyniki w LE | Wyniki w LE | Wyniki w PP | Wyniki w PP | Wyniki w PP | Wyniki w PP | Wyniki w PP | Wyniki w PP | Wyniki w PP |
| Drużyna            | Sezon              | M      | Z      | R      | P      | B+     | B-     | % Zwyc. | M              | Z              | R              | P              | B+             | B-             | % Zwyc.        | M           | Z           | R           | P           | B+          | B-          | % Zwyc.     | M           | Z           | R           | P           | B+          | B-          | % Zwyc.     |
| ------------------ | ------------------ | ------ | ------ | ------ | ------ | ------ | ------ | ------- | -------------- | -------------- | -------------- | -------------- | -------------- | -------------- | -------------- | ----------- | ----------- | ----------- | ----------- | ----------- | ----------- | ----------- | ----------- | ----------- | ----------- | ----------- | ----------- | ----------- | ----------- |
| Lech Poznań        | 2011/2012          | 13     | 7      | 3      | 3      | 13     | 8      | 53      | 11             | 7              | 3              | 1              | 13             | 6              | 63             | 0           | 0           | 0           | 0           | 0           | 0           | 0           | 2           | 0           | 0           | 2           | 0           | 2           | 0           |
| Lech Poznań        | 2012/2013          | 37     | 22     | 6      | 9      | 53     | 29     | 59      | 30             | 19             | 4              | 7              | 46             | 22             | 63             | 6           | 3           | 2           | 1           | 6           | 5           | 50          | 1           | 0           | 0           | 1           | 1           | 2           | 0           |
| Lech Poznań        | 2013/2014          | 43     | 23     | 9      | 11     | 79     | 46     | 53      | 37             | 19             | 9              | 9              | 68             | 40             | 51             | 4           | 3           | 0           | 1           | 7           | 4           | 75          | 2           | 1           | 0           | 1           | 4           | 2           | 50          |
| Lech Poznań        | 2014/2015          | 8      | 3      | 2      | 3      | 12     | 7      | 37      | 4              | 2              | 1              | 1              | 9              | 5              | 50             | 4           | 1           | 1           | 2           | 3           | 2           | 25          | 0           | 0           | 0           | 0           | 0           | 0           | 0           |
| Lech Poznań        | Łącznie            | 101    | 55     | 20     | 26     | 157    | 90     | 54      | 82             | 47             | 17             | 18             | 136            | 73             | 57             | 14          | 7           | 3           | 4           | 16          | 11          | 50          | 5           | 1           | 0           | 4           | 5           | 6           | 20          |
| Zawisza Bydgoszcz  | 2014/2015          | 31     | 9      | 8      | 14     | 38     | 48     | 29      | 30             | 9              | 8              | 13             | 38             | 46             | 30             | 0           | 0           | 0           | 0           | 0           | 0           | 0           | 1           | 0           | 0           | 1           | 0           | 2           | 0           |
| Zawisza Bydgoszcz  | 2015/2016          | 8      | 4      | 2      | 2      | 20     | 12     | 50      | 7              | 3              | 2              | 2              | 16             | 11             | 43             | 0           | 0           | 0           | 0           | 0           | 0           | 0           | 1           | 1           | 0           | 0           | 4           | 1           | 100         |
| Zawisza Bydgoszcz  | Łącznie            | 39     | 13     | 10     | 16     | 58     | 60     | 34      | 37             | 12             | 10             | 15             | 54             | 57             | 32             | 0           | 0           | 0           | 0           | 0           | 0           | 0           | 2           | 1           | 0           | 1           | 4           | 3           | 50          |
| Śląsk Wrocław      | 2015/2016          | 11     | 6      | 4      | 1      | 18     | 12     | 54      | 11             | 6              | 4              | 1              | 18             | 12             | 54             | 0           | 0           | 0           | 0           | 0           | 0           | 0           | 0           | 0           | 0           | 0           | 0           | 0           | 0           |
| Śląsk Wrocław      | 2016/2017          | 22     | 6      | 7      | 9      | 22     | 33     | 27      | 20             | 5              | 7              | 8              | 20             | 29             | 25             | 0           | 0           | 0           | 0           | 0           | 0           | 0           | 2           | 1           | 0           | 1           | 2           | 4           | 50          |
| Śląsk Wrocław      | Łącznie            | 33     | 12     | 11     | 10     | 40     | 45     | 36      | 31             | 11             | 11             | 9              | 38             | 41             | 35             | 0           | 0           | 0           | 0           | 0           | 0           | 0           | 2           | 1           | 0           | 1           | 2           | 4           | 50          |
| Bruk-Bet Nieciecza | 2017/2018          | 11     | 2      | 2      | 7      | 11     | 1      | 18      | 9              | 1              | 2              | 6              | 6              | 12             | 11             | 0           | 0           | 0           | 0           | 0           | 0           | 0           | 2           | 1           | 0           | 1           | 5           | 3           | 50          |
| Bruk-Bet Nieciecza | Łącznie            | 11     | 2      | 2      | 7      | 11     | 1      | 18      | 9              | 1              | 2              | 6              | 6              | 12             | 11             | 0           | 0           | 0           | 0           | 0           | 0           | 0           | 2           | 1           | 0           | 1           | 5           | 3           | 50          |
| Odra Opole         | 2017/2018          | 3      | 1      | 0      | 2      | 1      | 6      | 33      | 3              | 1              | 0              | 2              | 1              | 6              | 33             | 0           | 0           | 0           | 0           | 0           | 0           | 0           | 0           | 0           | 0           | 0           | 0           | 0           | 0           |
| Odra Opole         | 2018/2019          | 38     | 13     | 10     | 15     | 54     | 61     | 34      | 34             | 10             | 10             | 14             | 47             | 58             | 29             | 0           | 0           | 0           | 0           | 0           | 0           | 0           | 4           | 3           | 0           | 1           | 7           | 3           | 75          |
| Odra Opole         | 2019/2020          | 6      | 0      | 2      | 4      | 1      | 7      | 0       | 6              | 0              | 2              | 4              | 1              | 7              | 0              | 0           | 0           | 0           | 0           | 0           | 0           | 0           | 0           | 0           | 0           | 0           | 0           | 0           | 0           |
| Odra Opole         | Łącznie            | 47     | 14     | 12     | 21     | 56     | 74     | 30      | 43             | 11             | 12             | 20             | 49             | 71             | 26             | 0           | 0           | 0           | 0           | 0           | 0           | 0           | 4           | 3           | 0           | 1           | 7           | 3           | 75          |
| Łącznie w karierze | Łącznie w karierze | 231    | 96     | 55     | 80     | 322    | 270    | 42      | 202            | 82             | 52             | 68             | 283            | 253            | 41             | 14          | 7           | 3           | 4           | 16          | 11          | 50          | 15          | 7           | 0           | 8           | 23          | 19          | 36          |

Stan 24 sierpnia 2019 roku.

## Sukcesy

### Lech Poznań
- Wicemistrzostwo Polski: 2013, 2014
- Mistrzostwo Polski U–17: 2009
- Wicemistrzostwo Polski U–19: 2010